# Illusion du retard visuel

L'effet Illusion du retard visuel. Lorsqu'un stimulus visuel se déplace le long d'une trajectoire continue, il peut être vu après sa position véridique par rapport à un événement imprévisible tel qu'un flash ponctuel. Cette illusion nous dit quelque chose d'important sur le système visuel : contrairement aux ordinateurs classiques, l'activité neuronale se déplace à une vitesse relativement lente. Il est largement admis que les retards qui en résultent provoquent ce décalage spatial perçu du flash. Pourtant, après plusieurs décennies de débats, il n'y a pas de consensus sur les mécanismes sous-jacents.

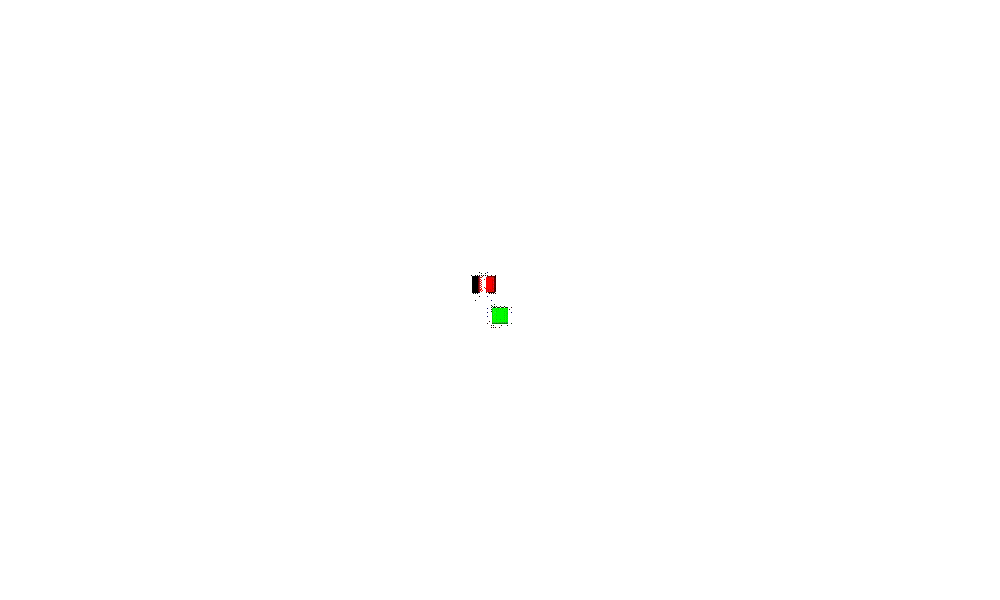
Image fixe présentant le point vert de l'éclair immobile sous le point rouge mobile (cliché no 73, fond noir omis).

L'illusion du retard visuel ou effet de décalage de l'éclair (en anglais, flash-lag effect) est une illusion visuelle dans laquelle deux séries de points, l'un immobile et surgissant pendant un très court moment (l'éclair) et l'autre mobile traçant virtuellement une ligne pointillée, sont perçus comme s'ils étaient décalés l'un par rapport à l'autre quand ils apparaissent au même endroit,. Plusieurs explications sont à l'œuvre.

## Extrapolation du mouvement
La première explication à cette illusion est que le système visuel est prédictif, qu'il tient compte du temps d'action des neurones et qu'il extrapole la trajectoire d'un stimulus en mouvement,. En d'autres termes, lorsque la lumière d'un objet en mouvement frappe la rétine, un certain temps est nécessaire avant que l'objet soit perçu et, pendant ce temps, l'objet s'est déplacé vers un nouvel endroit dans l'espace – ce qui n'est pas le cas du point surgissant, par définition imprévisible.

## Latence
La deuxième explication est que le système visuel traite les objets en mouvement plus rapidement que les objets surgissants. Au moment où l'objet surgissant est traité, l'objet en mouvement s'est déjà déplacé vers une nouvelle position,. La conscience du décalage apparait quand le stimulus atteint son « point final perceptuel ».

## Intégration de mouvement et postdiction
Deux auteurs, Eagleman et Sejnowski, proposent une troisième explication,,,, : la perception visuelle n'est ni prédictive ni en temps réel, mais est plutôt postdictive, de sorte que la perception attribuée au décalage dans le temps du flash est liée aux événements qui se sont produits dans les 80 ms après le flash. Ce cadre postdictif est cohérent avec les découvertes dans d'autres domaines, comme le « masquage arrière » en psychophysique visuelle (Bachmann, 1994), ou le « phénomène de phi couleur ». Dans l'hypothèse du masquage arrière, un stimulus suivi rapidement par un second stimulus est bloqué ou modifié par ce dernier. Ainsi, dans le phénomène de couleur phi, deux points colorés présentés l'un après l'autre, rapidement et proches, semblent changer de couleur au milieu de leur trajectoire apparente. Puisque le spectateur ne peut pas savoir quelle sera la couleur du deuxième point avant d'avoir vu le deuxième point, la seule explication est que le percept conscient attribué à la « trajectoire » des points est formé après que le deuxième point est « arrivé » à sa destination.
Eagleman & Sejnowski constatent que la perception attribuée au temps du flash dépend des événements dans les 80 ms après le flash. De cette façon, ils établissent une correspondance entre l'effet de retard visuel et l'effet Fröhlich, dans laquelle la première position d'un objet en mouvement entrant dans une fenêtre est perçue de manière erronée.
Une étude récente tente de concilier ces différentes approches en abordant la perception comme un mécanisme d'inférence, en pondérant la prédiction par la précision des informations instantanées. Ainsi, la position corrigée de la cible mobile est calculée en combinant le flux sensoriel avec la représentation interne de la trajectoire, liés tous deux à des prédictions probabilistes. Changer la trajectoire revient à changer la précision, et donc le poids relatif des deux informations lorsqu'elles sont combinées de façon optimale. Pour un objet qui se déplace de manière prévisible, le réseau neuronal déduit sa position la plus probable en tenant compte du temps de traitement. Pour le point clignotant cependant, la prédiction ne peut être faite par définition. Ainsi, alors que les deux cibles sont alignées sur la rétine au moment du flash, la position de l'objet en mouvement est anticipée par le cerveau pour compenser le temps de traitement: c'est ce traitement différencié qui provoque l'illusion de retard visuel. Cela pourrait enfin expliquer des phénomènes connexes tels que l'inversion de mouvement.